# 尼古拉耶沃
尼古拉耶沃是保加利亞的城鎮，位於該國中部，距離首府舊扎戈拉40公里，由舊扎戈拉州負責管轄，面積14.87平方公里，海拔高度273米，受大陸性氣候影響，2010年人口3,062，居民主要信奉東正教。
42°38′00″N 25°48′00″E / 42.6333333433°N 25.80000001°E